# Shin Asahina
Shin Asahina (jap. 朝比奈 伸, Asahina Shin; * 20. August 1976 in der Präfektur Shizuoka) ist ein ehemaliger japanischer Fußballspieler.

## Karriere
Asahina erlernte das Fußballspielen in der Schulmannschaft der Shimizu Commercial High School und der Universitätsmannschaft der Dōshisha-Universität. Seinen ersten Vertrag unterschrieb er 1999 bei den Gamba Osaka. Der Verein spielte in der höchsten Liga des Landes, der J1 League. Für den Verein absolvierte er 16 Erstligaspiele. 2003 wechselte er zum Zweitligisten Sagan Tosu. Für den Verein absolvierte er 61 Spiele. Danach spielte er bei den Rosso Kumamoto (2005–2006), Banditonce Kobe (2007) und TDK (2008–2009). Ende 2009 beendete er seine Karriere als Fußballspieler.